# Austin Film Critics Association Awards 2009
5. ročník předávání cen asociace Austin Film Critics Association Awards se konal 15. prosince 2009.

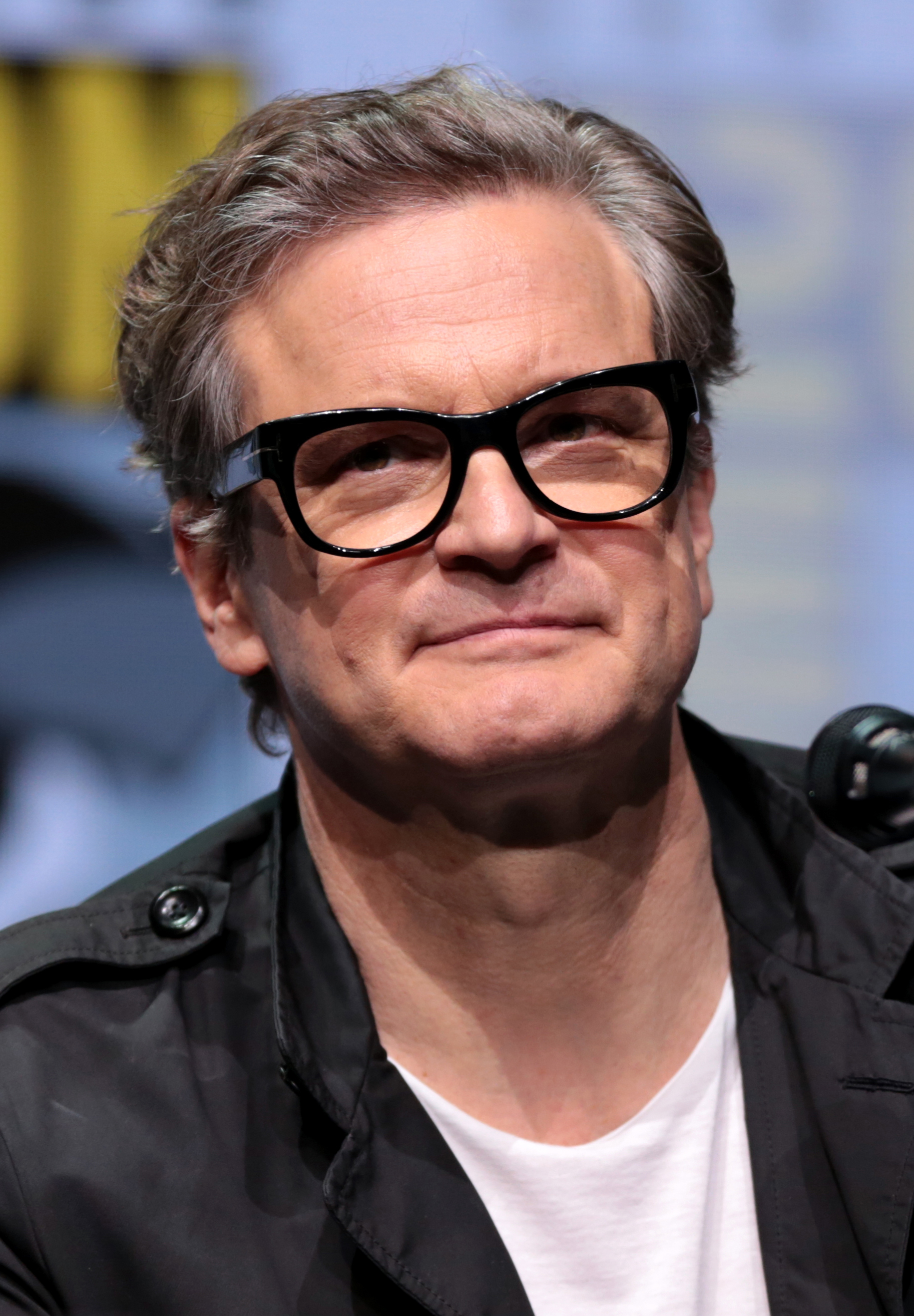
Colin Firth, vítěz v kategorii nejlepší mužský herecký výkon v hlavní

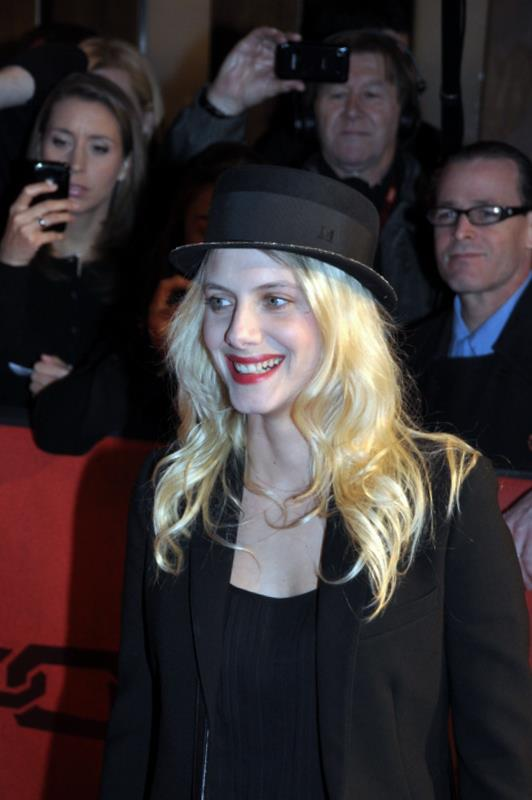
Mélanie Laurent, vítězka v kategorie nejlepší ženský herecký výkon v hlavní roli

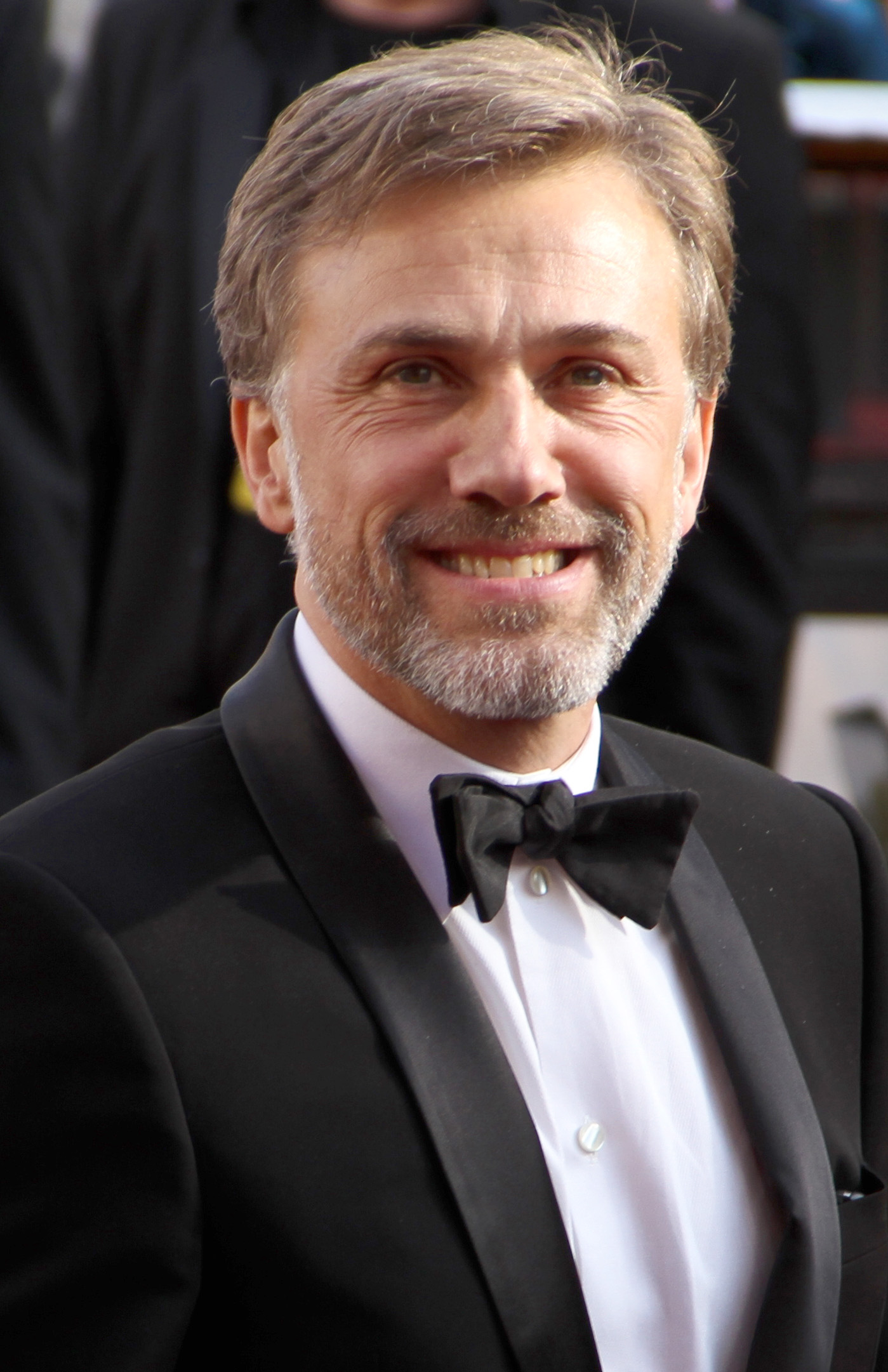
Christoph Waltz, vítěz v kategorii nejlepší mužský herecký výkon ve vedlejší roli

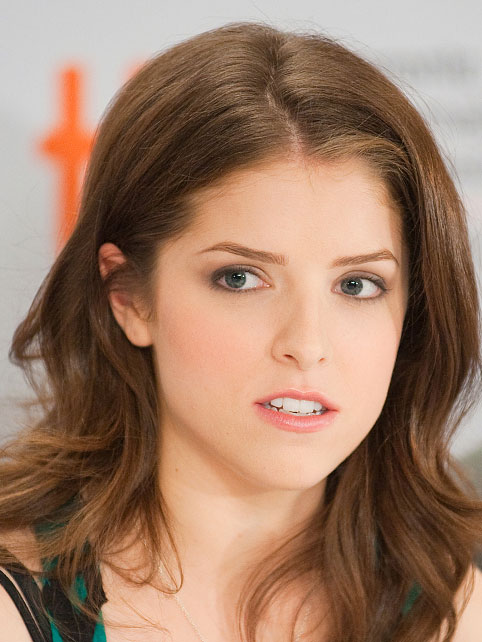
Anna Kendrick, vítězka v kategorie nejlepší ženský herecký výkon ve vedlejší roli

## Nejlepších deset filmů
1. Smrt čeká všude
2. Star Trek
3. Vzhůru do oblak
4. Seriózní muž
5. Lítám v tom
6. Avatar
7. Hanebný pancharti
8. District 9
9. Max a maxipříšerky
10. Moon a The Messenger (remíza)

## Nejlepších deset filmů dekády
1. Věčný svit neposkvrněné mysli
2. Až na krev
3. Pán prstenů
4. Temný rytíř
5. Requiem za sen
6. Kill Bill
7. Tahle země není pro starý
8. Úžasňákovi
9. Potomci lidí
10. Memento a Skrytá identita (remíza)

## Vítězové
- Nejlepší režisér: Kathryn Bigelowová – Smrt čeká všude
- Nejlepší původní scénář: Quentin Tarantino – Hanebný pancharti
- Nejlepší adaptovaný scénář: Jason Reitman a Sheldon Turner – Lítám v tom
- Nejlepší herec v hlavní roli: Colin Firth – Single Man
- Nejlepší herečka v hlavní roli: Mélanie Laurent – Hanebný pancharti
- Nejlepší herec ve vedlejší roli: Christoph Waltz – Hanebný pancharti
- Nejlepší herečka ve vedlejší roli: Anna Kendrick – Lítám v tom
- Nejlepší animovaný film: Vzhůru do oblak
- Nejlepší cizojazyčný film: Sin Nombre (Mexiko/USA)
- Nejlepší dokument: Anvil! The Story of Anvil
- Nejlepší kamera: Barry Akroyd – Smrt čeká všude
- Nejlepší původní zvuk: Michael Giacchino – Vzhůru do oblak
- Nejlepší první film: Neill Blomkamp – District 9
- Objev roku: Christan McKay – Já a Orson Welles
- Austin Film Award: Richard Linklater – Já a Orson Welles